# Nhà hát Miniatura ở Gdańsk

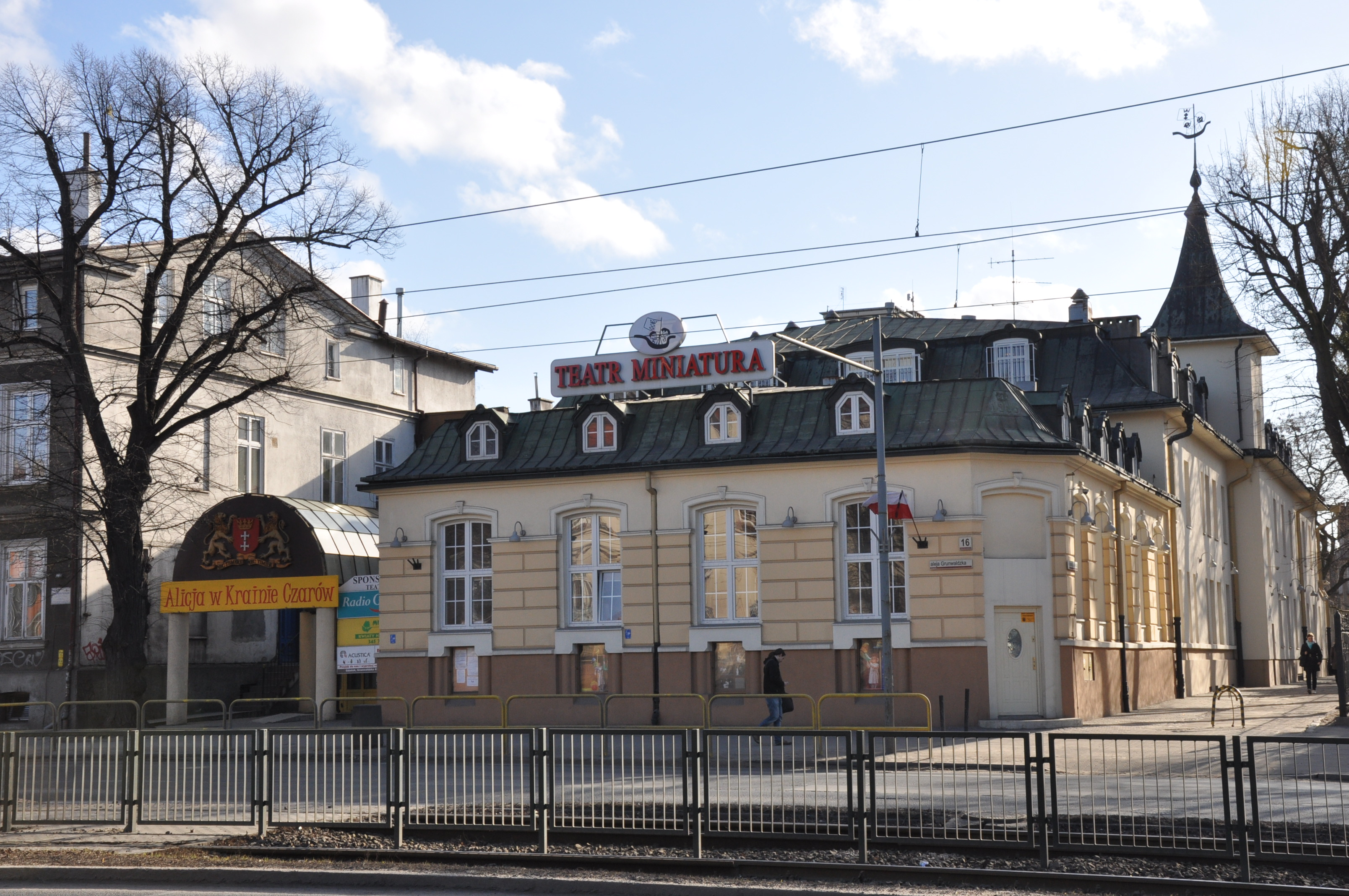
Nhà hát Miniatura ở Gdańsk (2012)

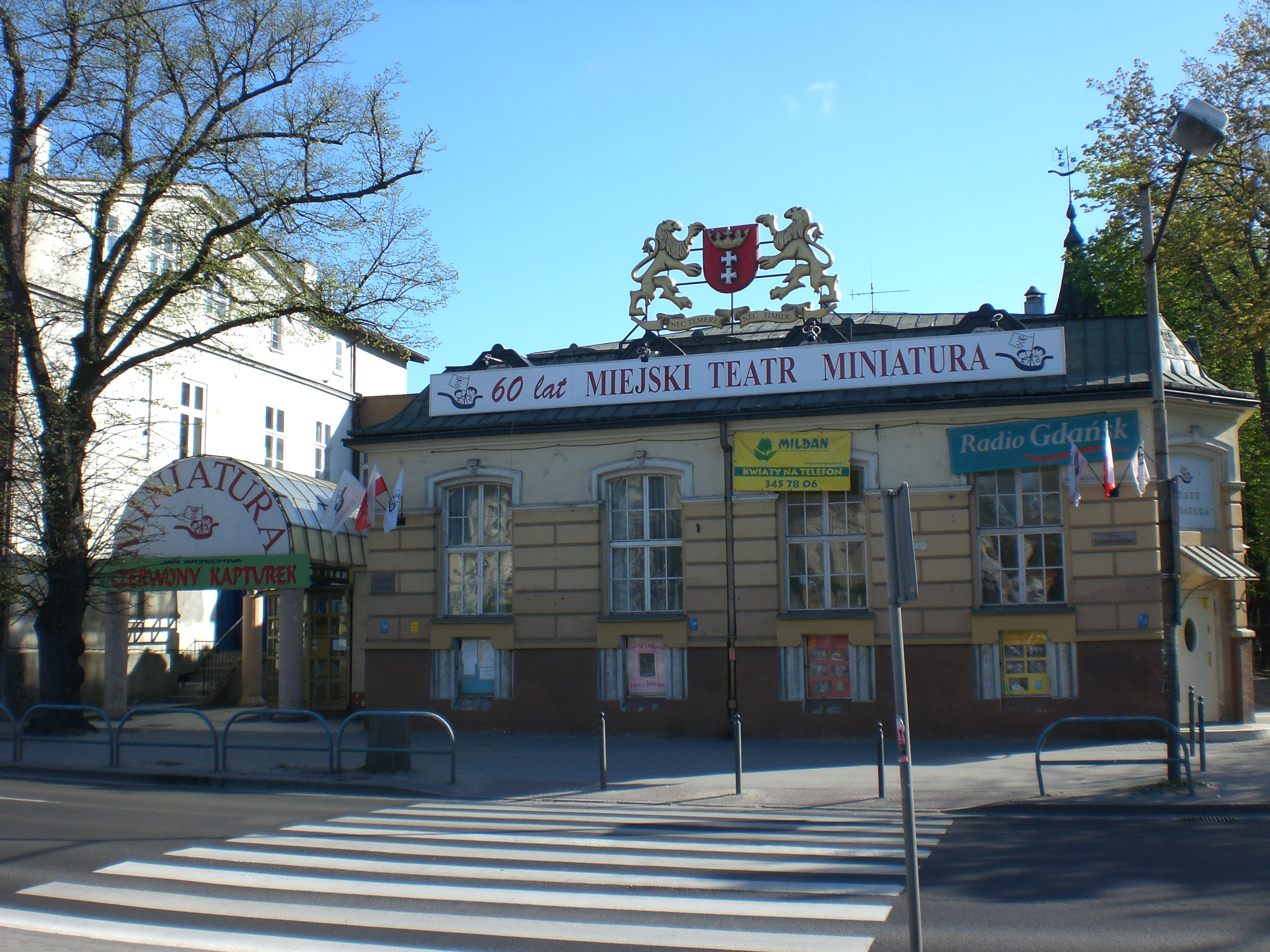
Nhà hát Miniatura ở Gdańsk (2007)

Nhà hát Miniatura ở Gdańsk (tiếng Ba Lan: Miejski Teatr Miniatura) là một trong những nhà hát múa rối lâu đời nhất ở Ba Lan, tọa lạc ở Gdańsk, Wrzeszcz. Đây cũng là một trong những nhà hát nổi tiếng nhất ở Ba Lan cũng như trên thế giới.
Nhà hát Miniatura ở Gdańsk có nguồn gốc từ Nhà hát múa rối Vilnius (1947). Sau đó, Nhà hát được quốc hữu hóa vào năm 1950. Vị trí giám đốc điều hành và giám đốc nghệ thuật đầu tiên do nghệ sĩ Olga Totwen đảm nhận (1950-1951). Từ năm 2019, nghệ sĩ Michał Derlatka đảm nhận hai vị trí này.

## Tiết mục

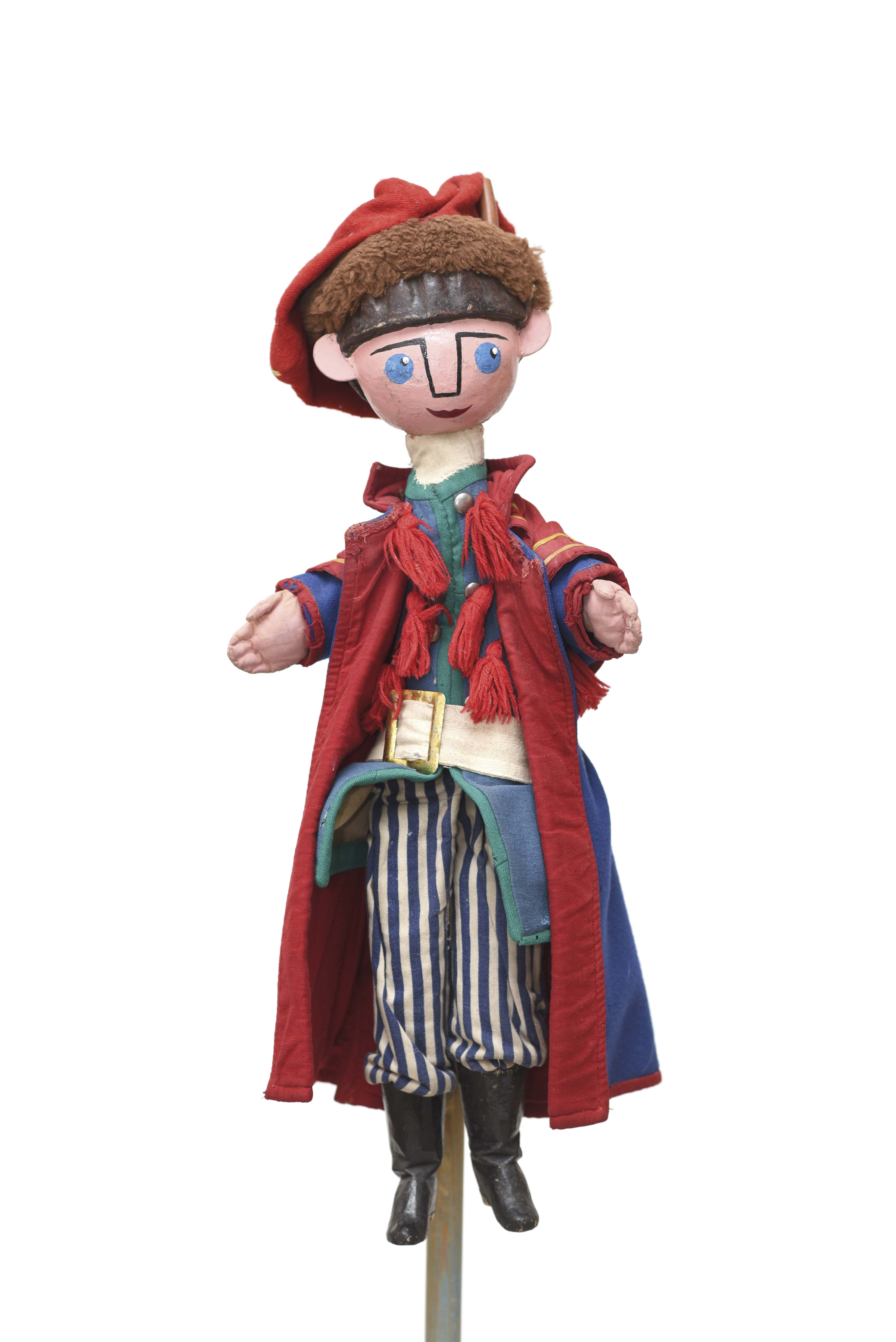
Một chú rối trong vở diễn "Bo w Mazurze taka dusza"

Được dựa trên những tác phẩm văn học kinh điển và đương đại nổi tiếng cũng như văn học thiếu nhi, các tiết mục của Nhà hát Miniatura ở Gdańsk vô cùng hấp dẫn và gần gũi, hướng tới mọi đối tượng: thu hút từ khán giả nhỏ tuổi (từ 1 tuổi trở lên), những người trẻ tuổi, gia đình ở Gdańsk cho đến những khán giả nước ngoài yêu nghệ thuật. Hàng năm, Nhà hát Miniatura thực hiện khoảng 300 buổi biểu diễn và thu hút hơn 55 nghìn khán giả đón xem.
Ngoài ra, với mục tiêu đem nghệ thuật đến với khán giả, Nhà hát Miniatura còn thực hiện nhiều màn biểu diễn tại khắp đất nước Ba Lan cũng như nhiều quốc gia và vùng lãnh thổ khác trên thế giới, chẳng hạn như: Iceland, Thái Lan, Bosnia, Tây Ban Nha, hay Belarus.